# .hack系列角色列表
以下名稱大部份以台灣角川所翻譯的版本，其他以網絡上常用的板本

## R:1 時代

### PC
阿爾比雷歐（Albireo，聲：小野大輔）
職業：重槍使／男性
主要登場：.hack//AI buster、.hack//黄昏之腕輪傳說、.hack//Link
碧衣騎士團第1代團長。
現實：度會 一詩。男性。CC社職員，後辭職
北斗（Hokuto）
職業：咒紋使／女性
主要登場：.hack//AI buster、.hack//黄昏之腕輪傳說
表面上是新人玩家，實際上是老玩家W・B葉慈的另一個分身。
W・B葉慈（W.B. Yeats）
職業：咒紋使／不明
主要登場：.hack//AI buster、.hack//黄昏之腕輪傳說
布麗姬（Brigit）
職業：劍士／女性
主要登場：.hack//AI buster
國崎玲奈的第一個PC。
MAHO（MAHO）
職業：咒紋使／女性
主要登場：.hack//AI buster
布麗姬的遊戲同伴。
Rumor（Rumor）
職業：咒紋使／男性
主要登場：.hack//AI buster
出現在布麗姬前的玩家。對布麗姬訴說出.hackers的傳奇。
幸乃（Yukino）
職業：重槍使／女性
主要登場：.hack//AI buster
碧衣騎士團成員。
現實：牧村 幸乃。女性。CC社職員
神威（Kamui，聲：玉川紗己子）
職業：重槍使／女性
主要登場：.hack//AI buster、.hack//黄昏之腕輪傳說
碧衣騎士團第2代團長
現實：柴山 咲。女性。CC社職員
司（Tsukasa，聲：齋賀觀月）
職業：咒紋使／男性
主要登場：.hack//SIGN、.hack//Link
　黃昏事件中的首個未歸還者。
現實：莊司杏。女性。16-17歲左右的學生
蜜蜜爾（Mimiru，聲：豐口惠）
職業：重劍士／女性
主要登場：.hack//SIGN、.hack//Link
現實：女性。高中生 
熊（Bear，聲：中田和宏）
職業：劍士／男性
主要登場：.hack//SIGN、.hack//Link
現實：男性。小說家
BT（BT，聲：平松晶子）
職業：咒紋使／女性
主要登場：.hack//SIGN、.hack//Link
現實：女性。OL 
昴（Subaru，聲：名塚佳織）
職業：重斧使／女性
主要登場：.hack//SIGN、.hack//ZERO、.hack//Link
赤衣騎士團團長。
現實：御園真理子，女性。 
克利姆（Crim，聲：三木眞一郎）
職業：重槍使／男性
主要登場：.hack//SIGN、.hack//Link
赤衣騎士團成員。
楚良（Sora，聲：家中宏）
職業：雙劍士／男性
主要登場：.hack//SIGN、.hack//、.hack//ZERO、.hack//Link
現實：三崎 亮，男性。小學四年生。 
銀漢（Silver Knight，聲：千葉一伸）
職業：劍士／男性
主要登場：.hack//SIGN、.hack//ZERO、.hack//黄昏之腕輪傳說、.hack//Roots、.hack//Link
赤衣騎士團副團長。
A-20（A-20，聲：榎本温子）
職業：雙劍士／女性
主要登場：.hack//SIGN、.hack//Link
新人玩家。
蜜蜜嘉（Mimika，聲：勝生真沙子）
職業：重槍使／女性
主要登場：.hack//SIGN
蜜蜜爾12歲時所認識的高等級PC（當時使用的是另一PC，蜜蜜爾是後來開設的）。
由三名女高中生日以繼夜所操控。在一個缺乏平衡感的迷宮中與蜜蜜爾（少女劍士，聲：豐口惠）及其拍擋（青年劍士，聲：水島裕）相遇，其後因遇上強勁的怪物但道具及HP已見底，而使用「Apuboma（以身體水晶化為代價的全力一擊）」的大絕，但怪物倒下而使PC損壞，無法修複。
現實：美零（聲：下屋則子）、美留子（聲：皆川純子）、美咲（聲：近藤光世）。三人皆是即將畢業的學生（2人18歲，另1人即將18歲），在普通的家庭成長，因覺得一事無成而用接棒方式操縱一具PC。在PC損壞後，三人正式於遊戲中「畢業」。
卡歐-chin（Kaotin，聲：中山沙羅）
職業：重斧使／女性
主要登場：.hack//SIGN、.hack//Link
昴的同型PC。是一名PK。
黑爾芭（Helba，聲：冬馬由美）
職業：咒紋使／女性
主要登場：hack//SIGN、.hack、.hack//Another Birth 另一個誕生、.hack//黄昏之腕輪傳說、.hack//Link
網絡駭客。
凱特（Kite，聲優：相田さやか）
職業：雙劍士／男性
主要登場：.hack//、Another Birth 另一個誕生、.hack//Link
現實：男性。國二生（2010年時）。
在『絕對包圍』之後，クロスオーバー作品『PROJECT X ZONE』演出。成為與黑玫瑰一起成為未歸還者，以PC身分遊走現實世界,和(PROJECT X ZONE)的主人公們一起穿越異世界。
黑玫瑰（BlackRose，聲：淺野真澄）
職業：重劍士／女性
主要登場：.hack//、Another Birth 另一個誕生、.hack//Link
現實：速水晶良。女性。高一生（2010年時）。
巴爾孟克（Balmung，聲：檜山修之）
職業：劍士／男性
主要登場：.hack//AI buster、.hack//SIGN、.hack//ZERO、.hack、.hack//Another Birth 另一個誕生、.hack//黄昏的腕輪傳說、.hack//Link
現實：男性。18歲的高中生（初登場時）。畢業後於CC公司的網絡遊戲事業部工作，為遊戲管理人。
歐卡（Orca，聲：増谷康紀）
職業：劍士／男性
主要登場：.hack//AI buster、.hack//ZERO、.hack//、.hack//Link
現實：男性。國二生（2010年時）。
留斯（Lios，聲：西村知道）
職業：—／男性
主要登場：.hack//、.hack//Another Birth 另一個誕生
CC公司的系統管理者
威玆曼（Wiseman，聲：山崎巧）
職業：咒紋使／男性
主要登場：.hack//、.hack//Another Birth 另一個誕生、.hack//Link
現實：火野 拓海，男性。10歲小學生。
米亞（Mia，聲：高山南）
職業：劍士／女性
主要登場：.hack//、.hack//Another Birth 另一個誕生
貓型PC。
艾爾克（Elk，聲：齋賀觀月）
職業：咒紋使／男性
主要登場：.hack//、.hack//Another Birth 另一個誕生
現實：一之瀨 薰。男性。國中生。
蜜絲托萊爾（Mistral，聲：榎本温子）
職業：咒紋使／女性
主要登場：.hack//、.hack//Another Birth 另一個誕生、.hack//黄昏的腕輪傳說、.hack//Link
現實：黑川真由美。女性。家庭主婦。
小洋洋（Piros，聲：小野坂昌也）
職業：重斧使／男性
主要登場：.hack//、.hack//Another Birth 另一個誕生、.hack//G.U.
現實：松山洋。男性。
夏芽（Natsume，聲：坂本真綾）
職業：雙劍士／女性
主要登場：.hack//、.hack//Another Birth 另一個誕生
現實：大黑夏芽。女性。中學三年生
嘉蒂妮雅（Gardenia，聲：冬馬由美）
職業：重槍士／女性
主要登場：.hack//、.hack//Another Birth 另一個誕生
現實：女性。18歲高中三年生，薙刀部成員
砂嵐三十郎（Sanjuro，聲：增谷康紀）
職業：劍士／男性
主要登場：.hack//、.hack//AI buster(短篇)、.hack//黃昏的腕輪傳說
現實：居住在美國，南達科他州的男性。
紐克兔丸（Nuke Usagimaru，聲：檜山修之）
職業：重槍使／男性
主要登場：.hack//
現實：男性。志願是搞笑藝人。
蕾雀兒（Rachel，聲：久川綾）
職業：劍士／女性
主要登場：.hack//
操著關酉語言，帶著商人氣息的PC。
現實：19歲的飛特族女性。
馬洛（Marlo，聲：檜山修之）
職業：劍士／男性
主要登場：.hack//
現實：高校2年生，男性
月長石（Moonstone，聲：增谷康紀）
職業：雙劍士／男性
主要登場：.hack//
寺島良子（Terajima Ryoko，聲：名塚佳織）
職業：重斧使／女性
主要登場：.hack//、.hack//Another Birth 另一個誕生
新人玩家，極度的方向白癡。在獨身一人在Level5的迷宮徘徊時受到凱特幫助。
現實：寺島良子。女性。16至17歲，住於九州方面福岡縣，就讀最馬女子大付属高等學校普通科二年八組。 
NOVA（NOVA）
職業：劍士／男性
主要登場：.hack//Another Birth 另一個誕生
黑玫瑰初登入時幫助的玩家。一直和地無二組隊，逃跑好手。
地無二（Chimney）
職業：雙劍士／男性
主要登場：.hack//Another Birth 另一個誕生
黑玫瑰初登入時幫助的玩家。一直和NOVA組隊，以中所有陷阱為目標。
太郎（Tarou）
職業：劍士／男性
主要登場：.hack//Another Birth 另一個誕生
新手，從美國登入的玩家。
春（Haru）
職業：劍士／女性
主要登場：.hack//Another Birth 另一個誕生
和小和關係良好的玩家。特徵是焦茶色的雙馬尾。對於突然失蹤的小和十分擔心。
小和（Kazu，聲：齋賀觀月）
職業：咒紋使／男性
主要登場：.hack//、.hack//Another Birth 另一個誕生、.hack//黃昏的腕輪傳說、.hack//Link
黑玫瑰的弟弟。在「Δ 隠されし 禁断の 聖域」中遇上庫比亞後成未歸還者。
在國崎兄妹搬家前教導其玩「The word」。
吉克（Sieg，聲：櫻井孝宏）
職業：劍士／男性
主要登場：.hack//、.hack//Liminality、.hack//ZERO、.hack//Link
實力派玩家，因身上的鎧甲而人稱「鋼の貴公子」。未歸還者之一。
嘉爾（Carl）
職業：重斧使／女性
主要登場：.hack//ZERO、.hack//Link
未歸還者之一。
愛爾芙（Alph）
職業：咒紋使／女性
主要登場：.hack//ZERO、.hack//Link
未歸還者之一。
修格（Shugo，聲：皆川純子）
職業：雙劍使／男性
主要登場：hack//黄昏的腕輪傳說、.hack//Link
抽中限定PC『凱特』的玩家。
現實：國崎 秀悟，男性。中學3年生。
蕾娜（Rena，聲：中原麻衣）
職業：重劍使／女性
主要登場：hack//黄昏的腕輪傳說、.hack//Link
抽中限定PC『黑玫瑰』的玩家。
現實：國崎 玲奈，女性。中學3年生。
米蕾優（Mireille，聲：松岡由貴）
職業：咒紋使／女性
主要登場：hack//黄昏的腕輪傳說、.hack//Link
寶物獵人,現實: 黒川 深鈴。
凰花（Ouka，聲：甲斐田雪）
職業：拳鬥士／女性（狼人族）
主要登場：hack//黄昏的腕輪傳說、.hack//Link
米蕾優的朋友
HOTARU（Hotaru，聲：川澄綾子）
職業：咒紋使／男性（漫畫）；女性（動畫）
主要登場：.hack//AI buster(短篇)、 hack//黄昏的腕輪傳說、.hack//Link
新人玩家。初登入時遇上不懂解開的任務，但因語言不通而難以救助，後得砂嵐三十郎幫忙而解開任務，並慢慢能以日語與其他玩家溝通。
在黄昏的腕輪傳說時，在路邊拾到一隻有病的豬驢，在救助時遇上凱特等人，與凱特組隊取道具救助豬驢後和眾人成為朋友。
現實：日美混血兒，13歲少年。住於美國麻省波士頓
可米洋三世（Komiyan III，聲：菊池正美）
職業：重槍使／男性
主要登場：hack//黄昏的腕輪傳說
現實：小宮山，男性。中學3年生。國崎兄妹的同學
列基（Reki，聲：保志總一朗）
職業：咒紋使／男性
主要登場：hack//黄昏的腕輪傳說
巴爾孟克的部下，助理管製員。
現實：藤尾，男性。CC社職員
瑪姬（Magi，聲：白倉麻子）
職業：咒紋使／男性
主要登場：hack//黄昏的腕輪傳說
神威的下屬，除錯小組成員。
現實：齊藤 麻子，女性。CC社職員
美智（Michi，聲：淺野真澄）
職業：重斧使／女性
主要登場：hack//黄昏的腕輪傳說（動畫）
克幸（Katsuyuki，聲：山本泰輔）
職業：劍士／男性
主要登場：hack//黄昏的腕輪傳說（動畫）
大輔（Daisuke，聲：川田紳司）
職業：雙劍士／男性
主要登場：hack//黄昏的腕輪傳說（動畫）
隼人（Hayato，聲：仲西環）
職業：重槍使／男性
主要登場：hack//黄昏的腕輪傳說（動畫）
路克（Luke）
職業：咒紋使／男性
主要登場：hack//黄昏的腕輪傳說（漫畫外傳）

### 流浪AI／NPC
莉可莉絲（Lycoris）
登場作品：.hack//AI buster、.hack//Link
奧拉（Aura，聲：坂本真綾）
登場作品：.hack//SIGN、.hack//ZERO、.hack、.hack//黄昏的腕輪傳說、.hack//Link
SIGN時處於沉睡狀態的謎之AI，外觀5歲，於ZERO時已開始覺醒，但不懂控制自己的力量。
墨爾卡娜·摩德·根（聲優：田中理惠）
登場作品：.hack//SIGN、.hack//AI buster、.hack//Link
奧拉的「母親」，是為了「生出」奧拉才被製作出來。
瑪哈(貓)（Macha）
登場作品：.hack//SIGN、.hack//AI buster
黄昏的守護者（Twilight Guardian）
登場作品：.hack//SIGN、.hack//AI buster
墨爾卡娜給予司的非正規怪物，通稱守護者。
外表和啞鈴相似，表面是金色的凝膠。體內以黃昏的腕輪作為核。
黎明的流浪者（Dawn Wanderer）
登場作品：.hack//SIGN、.hack//AI buster 2 、.hack// Vol.4
外型和黄昏的守護者相似，但顏色為深紫色。
凜（Rin）
登場作品：.hack//AI buster 2
AI 哈洛爾德（AI Harald，聲：山崎功）
登場作品：.hack//、.hack//SIGN、.hack//AI buster、.hack//Roots、.hack//G.U.
潔菲（Zefie）
登場作品：.hack//黄昏的腕輪傳說（漫畫）
奧拉的女兒。
莫露堤（Morti，聲：坂本真綾）
登場作品：.hack//黄昏的腕輪傳說（動畫）

## R:2 時代

### PC
長谷雄（Haseo，聲優：櫻井孝宏）
職業：鍊裝士／男性／黃昏的旅團→迦納得
登場作品：.hack//G.U、.hack//Roots、.hack//CELL、.hack//GnU、.hack//Link
Roots、G.U的主人公。黑色的鍊裝士，於Roots後期時因志乃成未歸還者，為尋找兇手三爪痕而作出不斷PKK的行為，人稱死之恐怖。
於Roots最終話時資料被初期化。
在『PROJECT X ZONE 2』中,為了找「葬炎的凱特」,而回到七年前R-1時期,將在馬克、阿奴的「蒼炎的凱特」誤認,由於「葬炎的凱特」同時出現,因此和「蒼炎的凱特」連手擊退「葬炎的凱特」 。
第一相「死之恐怖」的碑文使PC。
現實：三崎亮，男性。高中生。
愛德莉（Atoli，聲優：川澄綾子）
職業：咒療士／女性／月之樹
登場作品：.hack//G.U、.hack//LINK
庫恩（Kuhn，聲優：三木眞一郎）
職業：槍戰士（小說：重槍士）／男性／茶隼（退出）、迦納得（退出）、Raven
登場作品：.hack//G.U、.hack//Roots、.hack//Alcor、.hack//Link
第三相「増殖」的碑文使PC。
八咫（Yata，聲優：山崎たくみ）
職業：妖扇士／男性／Raven
登場作品：.hack//Roots、.hack//G.U、.hack//Alcor、.hack//Link
朔望（Sakubo，聲優：豐口惠）
職業：魔導士／女性／トライフル(遊戲),迦納得(小說)
登場作品：.hack//G.U、.hack//Alcor、.hack//Link
恩杜藍斯（Endrance，聲優：齋賀觀月）
職業：斬刀士／男性
第六相『誘惑的戀人』碑文使PC。
登場作品：.hack//G.U、.hack//Link
佩（Pi，聲優：小林沙苗）
職業：拳術士／女性／Raven
第七相『復仇者』碑文使PC
登場作品：.hack//G.U、.hack//Roots、.hack//Alcor、.hack//Link
歐凡（Ovan，聲優：東地宏樹）
職業：槍戰士／男性／黃昏的旅團（解散）
登場作品：.hack//Roots、.hack//G.U.、.hack//Link
席拉巴斯（Silabus，聲優：阪口大助）
職業：斬刀士／男性／迦納得
登場作品：.hack//G.U、.hack//Roots、.hack//Alcor、.hack//CELL、.hack//Link
賈士伯（Gaspard，聲優：矢島晶子）
職業：魔導士／男性(獸人—ウ族)／迦納得
登場作品：.hack//G.U、.hack//Roots、.hack//Alcor、.hack//CELL、.hack//Link
現實：牧考太，男性。小學生（2006年出生）。住於北海道
志乃（Shino，聲優：名塚佳織）
職業：咒療士／女性／黃昏的旅團
登場作品：.hack//Roots、.hack//G.U.、.hack//Link
弗羅（Phyllo，聲優：滝口 幸平）
職業：咒療士／男性(獸人—ウ族)
登場作品：.hack//Roots、.hack//Link
在馬克・亞奴的運河橋上待機的貓型PC。經常給予眾人助言。
現實：中村小次郎，62歲的男性，ROOTS後期因癌症已歿。飼養有貓，妻子已歿
匂坂（Sakisaka，聲優：置鮎龍太郎）
職業：槍戰士／男性／茶隼（退出）、黃昏的旅團（後期退出）、肉球団（退出）
登場作品：.hack//Roots、.hack//Link
B賽特（Bset，聲優：榎本温子）
職業：銃戦士／女性／黃昏的旅團（退出）
登場作品：.hack//Roots
格勒（Gord，聲優：家中 宏）
職業：拳術士／男性／黃昏的旅團（退出）
登場作品：.hack//Roots
泰比（Tabby，聲優：豊口めぐみ）
職業：拳術士／女性(獸人—ライ族)／黃昏的旅團、肉球団
登場作品：.hack//G.U、.hack//Roots、.hack//Link
Wool（Wool，聲優：川澄 綾子）
職業：斬刀士／男性
登場作品：.hack//Roots
白衣的新人PC。Cashmere的實兄。
Cashmere（Cashmere，聲優：斎賀 みつき）
職業：斬刀士／男性
登場作品：.hack//Roots
黑衣的新人PC。Wool的實弟。
清作（Seisaku，聲優：置鮎龍太郎）
職業：斬刀士→咒療士／男性／肉球団、医療連盟癒し隊
登場作品：.hack//Roots、.hack//G.U
英世（Hideyo，聲優：菅沼久義）
職業：咒療士／男性／肉球団、医療連盟癒し隊
登場作品：.hack//Roots、.hack//G.U
直毘（Naobi，聲優：山崎たくみ）
職業：妖扇士／男性(獸人—ガ族)／TaN
登場作品：.hack//Roots
俵屋（Tawaraya，聲優：三宅 健太）
職業：魔導士／男性／TaN
登場作品：.hack//Roots
藤太（Tohta，聲優：三宅 健太）
職業：魔導士／男性
登場作品：.hack//Roots
安德（Ender，聲優：小林沙苗）
職業：斬刀士／女性／TaN
登場作品：.hack//Roots
三郎（Saburou，聲優：伊藤靜）
職業：擊劍士／女性／TaN
登場作品：.hack//Roots、.hack//Link
Ita（Ita，聲優：陶山章央）
職業：？？？／女性(獸人—ライ族)／TaN
登場作品：.hack//Roots
ピロキオ（Pilocchio，聲優：松田佑貴）
職業：？？？／男性(獸人—ライ族)／TaN
登場作品：.hack//Roots
茄子（Ita，聲優：千葉一伸）
職業：？？？／男性／TaN
登場作品：.hack//Roots
欅（Antares，聲優：木村 亜希子）
職業：鐮鬥士／男性／月之樹
登場作品：.hack//G.U、.hack//Link
榊（Antares，聲優：小西克幸(PC),皆川純子(玩家)）
職業：擊劍士／男性／月之樹
登場作品：.hack//G.U，.hack//Roots、.hack//CELL
楓（Kaede，聲優：大原沙耶香）
職業：斬刀士／女性／月之樹
登場作品：.hack//G.U、.hack//Alcor
楢（Nala，聲優：山崎 たくみ）
職業：重槍士／男性／月之樹
登場作品：.hack//G.U
柊（Hiiragi，聲優：松野太紀）
職業：妖扇士／男性／月之樹
登場作品：.hack//G.U
槐（Sophora，聲優：桑島 法子）
職業：錬裝士／？(獸人—ライ族)／月之樹
登場作品：.hack//G.U，.hack//Alcor
松（Matsu，聲優：家中 宏）
職業：鍊裝士／男性／月之樹
登場作品：.hack//G.U
搖光（Alkaid，聲優：淺野真澄）
職業：雙劍士／女性／伊科羅
登場作品：.hack//G.U、.hack//Alcor、.hack//LINK
大火（Antares，聲優：辻親八）
職業：斬刀士／男性／伊科羅
登場作品：.hack//G.U
太白（Taihaku，聲優：中多和宏）
職業：槍戰士／男性／伊科羅
登場作品：.hack//G.U、.hack//Roots
天狼（Sirius，聲優：千葉 一伸）
職業：拳術士／男性／伊科羅
登場作品：.hack//G.U、.hack//Alcor
碧（Midori，聲優：雪野五月）
職業：擊劍士／女性
登場作品：.hack//Roots、.hack//CELL、.hack//Link
阿達瑪斯（Adamas，聲優：——）
職業：斬刀士／男性
登場作品：.hack//CELL、.hack//Link
果步（Kaho，聲優：——）
職業：咒療士／女性
登場作品：.hack//CELL、.hack//Link
夏芽（Natsume，聲優：坂本真綾）
職業：雙劍士／女性／Project G.U.
主要登場：.hack//G.U、.hack//Link
小洋洋3號（Piros the 3rd，聲優：小野坂昌也）
職業：重槍士／男性／Project G.U.
主要登場：.hack//G.U
銀漢（Silver Knight，聲優：千葉一伸）
職業：斬刀士／男性
登場作品：.hack//Roots
愛奈（Aina，聲優：榎本温子）
職業：魔導士／女性
登場作品：.hack//G.U、.hack//Roots
オチ（Ochi，聲優：金丸淳一）（意譯為相聲中的笑點）
職業：咒療士／男性
登場作品：.hack//Roots
史邁奧（Smile，聲優：石野竜三）（意譯為微笑）
職業：擊劍士／男性
登場作品：.hack//Roots
蛾火（Gabi，聲優：石井康嗣）
職業：擊劍士／男性／茶隼
登場作品：.hack//G.U、.hack//Alcor
賽凡提斯（Cervantes，聲優：岩田光央）
職業：斬刀士／男性／茶隼
登場作品：.hack//G.U
波爾多（Bordeaux，聲優：平松晶子）
職業：斬刀士／女性／茶隼
登場作品：.hack//G.U、.hack//Roots、.hack//Alcor
蔥丸（Negimaru，聲優：——）
職業：雙劍士／男性／茶隼
登場作品：.hack//G.U、.hack//Roots、.hack//Alcor、.hack//CELL
格林（Grein，聲優：宝亀克寿）
職業：擊劍士／男性／茶隼
登場作品：.hack//G.U、.hack//Roots、.hack//Alcor
阿斯塔（Asta，聲優：本名陽子(PC)/佐佐木望(玩家)）
職業：擊劍士／女性
登場作品：.hack//G.U、.hack//Roots、.hack//Quantum
IYOTEN（IYOTEN，聲優：浪川大輔）
職業：斬刀士／男性／茶隼
登場作品：.hack//G.U、.hack//Roots、.hack//Quantum
實況（Commentator，聲優：神谷浩史）
職業：—／男性
登場作品：.hack//G.U
紅魔宮的主持人
Genie 5（Genie-Five，聲優：青山祠子）
職業：魔導士／女性(獸人—ライ族)
登場作品：.hack//G.U
Chaotic PK之一，人稱《炎の魔女 ジニーファイブ》
玄淨（Genjyo，聲優：—）
職業：槍戰士／男性／茶隼
登場作品：.hack//G.U
Chaotic PK之一，人稱《凶眼使い 玄浄》
ゴーリキ（Goriki，聲優：小野坂 昌也）
職業：擊劍士／男性
登場作品：.hack//G.U
Chaotic PK之一，人稱《不死身胴 ゴーリキ》
ヘルルーガ（Helluger，聲優：——）
職業：斬刀士／男性／茶隼
登場作品：.hack//G.U
Chaotic PK之一，人稱《狂おしき ヘルルーガ》
職業：斬刀士／男性
登場作品：.hack//G.U
Gerango（Gerango，聲優：岩田 光央）
職業：斬刀士／男性
登場作品：.hack//G.U
Chaotic PK之一，人稱《邪骨兄弟 ゲランゴ》
Ibaku（Ibaku，聲優：千一伸）
職業：魔導士／男性
登場作品：.hack//G.U
Chaotic PK之一，人稱《邪骨兄弟 イバク》
ジアハート（Jahad，聲優：——）
職業：雙劍士／女性
登場作品：.hack//G.U
Chaotic PK之一，人稱《無敵爆弾娘 ジアハート》
カオちん（Kaotin，聲優：中山さら）
職業：重槍使／女性
主要登場：.hack//G.U、.hack//Link
Chaotic PK之一，人稱《闇に佇む カオちん》，昴的同型PC
麗麗（Lei Lei，聲優：——）
職業：拳鬥士／女性／茶隼
登場作品：.hack//G.U
Chaotic PK之一，人稱《毒手拳 麗々》
米切爾（Michelle，聲優：神谷 浩史）
職業：重槍士／男性
登場作品：.hack//G.U
Chaotic PK之一，人稱《園芸家 ミッチェル》
ぽこたん（Pokotan，聲優：——）
職業：雙劍士／女性／茶隼
登場作品：.hack//G.U
Chaotic PK之一，人稱《拷鉄魔法少女 ぽこたん》
鈴木（Suzuki，聲優：——）
職業：槍戰士／男性
登場作品：.hack//G.U
Chaotic PK之一，人稱《七つの海の 鈴木》
TERU（TERU，聲優：——）
職業：鐮鬥士／男性
登場作品：.hack//G.U
Chaotic PK之一，人稱《音なしの TERU》
横地太郎兵衛（Yokochi Taro，聲優：——）
職業：擊劍士／男性
登場作品：.hack//G.U
Chaotic PK之一，人稱《剣妖 横地太郎兵衛》
Hetero（Hetero，聲優：浪川 大輔）
職業：鎌闘士／男性
登場作品：.hack//G.U
AIDA PC
Leucistic（Leucistic，聲優：——）
職業：重槍士／男性
登場作品：.hack//G.U
AIDA PC，Hetero的隊友。
Axanthic（Axanthic，聲優：——）
職業：重槍士／男性
登場作品：.hack//G.U
AIDA PC，Hetero的隊友。

### AI
奧拉（Aura，聲優：坂本真綾）
登場作品：.hack//G.U
三爪痕（Tri-Edge，聲優：相田さやか)）
蒼炎的凱特（葬炎のカイト2010，Azure Flame Kite.）　聲優：相田さやか)
職業：雙劍士／男性
登場作品：.hack//G.U、.hack//Roots、.hack//CELL、.hack//Link
蒼天的巴爾孟克（Azure Balmung，聲優：檜山修之)）
職業：擊劍士／男性
登場作品：.hack//G.U、.hack//Roots
蒼海的歐卡（Azure Orca，聲優：増谷康紀)）
職業：擊劍士／男性
登場作品：.hack//G.U、.hack//Roots
蒼炎的守護神（Azure Flame God，聲優：相田さやか）
職業：憑神
登場作品：.hack//G.U

### 豬驢
ナゾ★ランディ（Nazo Grunty，聲優：榎本温子)）
職業：黃昏的旅團@Home的Guild Grunties
登場作品：.hack//Roots

## R:X 時代

### PC
時雄（Tokio，聲優：三瓶由布子）
職業：Dual Edge／男性
登場作品：.hack//Link
Link的主人公。
現實：九龍 時雄，男性。國中二年級

天城彩花（SAIKA，聲優：小清水亞美）
職業：不明／女性
登場作品：.hack//Link
Link的女主角。
現實：天城彩花 ，女性。國中二年級

轉學生，時雄的同班同學，與時雄夢中遇見的「公主」長相，完全是如出一轍，表面上是一名才色並茂、品學兼優的模範生和人氣偶像，可實際上卻視其為奴役:，
竟叫他「笨蛋時雄」，十分傲嬌且盛氣凌人，卻又太過專注自己，漠視他人需求和感受，其實只是一個：敏感而脆弱的平凡女生。之所以把時雄送至遊戲中，還不斷使喚他完成──不少讓「阿卡夏盤」回歸正常的任務，這些都是：為了救兄長丈太郎的緣故。
之後，在.hack//bullet，僅以其名代之，除了曾我部隆二（曽我部 隆二）拜訪天城丈太郎，曾與彩花有聯絡過，同時亦在曾我部和時雄的對話中，提及她的名字。
弗流凱爾（Fluegel，聲優：杉田智和）
職業：？？？／男性／西克札爾
登場作品：.hack//Link
駭客集團—西克札爾的團長
梅托諾姆（Metronome，聲優：保志總一朗）
職業：？？？／男性／西克札爾
登場作品：.hack//Link
西克札爾的NO.2，為第二加入者，負責輔佐團長。人稱『刀客』
茄洛（Cello，聲優：釘宮理惠）
職業：？？？／女性／西克札爾
登場作品：.hack//Link
西克札爾的NO.3。人稱『馴獸師』。
克拉莉妮蒂（Klarinette，聲優：能登麻美子）
職業：？？？／女性／西克札爾
登場作品：.hack//Link
西克札爾的NO.4。人稱『舞姬』。
歐魯格爾（Orgel，聲優：中井和哉）
職業：？？？／男性／西克札爾
登場作品：.hack//Link
西克札爾的NO.5。人稱『噴火男』。
波札涅（Posaune，聲優：坂口候一）
職業：？？？／男性／西克札爾
登場作品：.hack//Link
西克札爾的NO.6。人稱『小丑』。

特隆梅爾（Trommel，聲優：三宅健太）
職業：？？？／男性／西克札爾
登場作品：.hack//Link
西克札爾的NO.7。人稱『怪力男』。
蓋斯特（Geist，聲優：内田夕夜）
職業：？？？／男性／西克札爾
登場作品：.hack//Link
西克札爾的NO.8。人稱『魔術師』。
genius
登場作品：.hack//Link
忍者刀
職業：斬刀士／男性
登場作品：.hack//Link 黃昏的騎士團
十分了解「The World」歷史的萬事通。於現實中經營遊戲店。
咲夜（Sakuya，聲優：花澤香菜）
職業：雙劍士／女性
登場作品：.hack//Quantum
Quantum的主人公。
現實：相田 亞澄，女性。居住於青森縣的高中生。
托拜西（Tobias，聲優：澤城美雪）
職業：斬刀士／男性
登場作品：.hack//Quantum
咲夜的同級生兼死黨。在The World裡被稱之為「情報屋的托拜西」。
現實：生田 衣織，女性。居住於青森縣的高中生。
瑪麗（Mary，聲優：藤村歩）
職業：擊劍士／女性
登場作品：.hack//Quantum
咲夜的童年玩伴。於第1話中被突然出現的黑影PK後成為未歸還者。
現實：江藤 衿，女性。居住於青森縣的高中生。
Shamrock（Shamrock，聲優：小林沙苗）（意譯為三葉草）
職業：魔導士／女性／八咫鏡
登場作品：.hack//Quantum
八咫鏡的公會會長。於第1話中組成了一群PC討伐「ザワン・シン」。
現實：佐伯 令子，女性。從2018年開始成為聯合國下部組織的一員，是一所監視數位網絡的專業機關，名NAB。
史密斯（Smith，聲優：岩崎征實）
職業：重槍士／男性／八咫鏡
登場作品：.hack//Quantum
Shamrock的副官。
阿斯塔（Asuta，聲優：本名陽子）
職業：擊劍士／女性
登場作品：.hack//Quantum
參與討伐「ザワン・シン」的PK。
Iyoten（Iyoten，聲優：浪川大輔）
職業：斬刀士／男性
登場作品：.hack//Quantum
參與討伐「ザワン・シン」的PK。
Hermit（Hermit，聲優：小倉唯）
職業：？？？
登場作品：.hack//Quantum
貓型PC。

### AI
愛花（AIKA，聲優：小清水亞美）
登場作品：.hack//Link
AIDA的進化體，能與AIDA溝通。出世至今已是第三年。PC是以前運營的MMORPG的公主型NPC。

## 現實人物

### C.C社相關者
艾瑪．威藍特（Emma Wielant，聲優：——）
哈洛爾德．修伊（ハロルド＝ヒューイック，Harald Hoerwick）　聲優：山崎たくみ
登場作品：hack//SIGN、.hack、.hack//Liminality、.hack//Roots
徳岡 純一郎（Junichiro Tokuoka，聲優：江原正士）
登場作品：.hack//Liminality
渡會 一詩（Kazushi Watarai，聲優：——）
登場作品：.hack//AI buster、.hack//黄昏的腕輪傳說
PC名：阿爾比雷歐（R:1）
柴山 咲（Saki Shibayama，聲優：——）
登場作品：.hack//AI buster、.hack//黄昏的腕輪傳說
PC名：神威（R:1）
遊戲管理人。25-30
佐伯 令子（Reiko Saeki，聲優：小林沙苗）
登場作品：.hack//Roots、.hack//G.U.
PC名：安德、佩（R:2）；Shamrock（R:X）
番匠屋 淳（Jun Bansyoya，聲優：宗矢樹頼）
登場作品：.hack//G.U.
天城 丈太郎（Jyotaro Amagi，聲優：——）
登場作品：.hack//G.U.

### 玩家
香住 智成（Tomonari Kasumi，聲優：櫻井孝宏）
登場作品：.hack//Liminality,.hack//G.U
PC名：吉克（R:1）；庫恩（R:2）
居住在石川縣金澤市，1993年出生（R:1時17，R:2時2）
水無瀬 舞（Mai Minase，聲優：小林沙苗）
登場作品：.hack//Liminality
Liminality Vol.1的中心人物。金澤的縣立高校的高二生，持有絕對音高，有學習小提琴。
香住 智成的女朋友，會玩The World是因為其推薦。
相原 有紀（Yuki Aihara，聲優：千葉紗子）
登場作品：.hack//Liminality
PC名：ユキちん（R:1）
Liminality Vol.2的中心人物。横濱的私立名門女子高校的高三學生。
遠野 京子（Kyoko Tohno，聲優：久川綾）
登場作品：.hack//Liminality
PC名：KYO（R:1）
Liminality Vol.3的中心人物。飛驒地方縣立高校的高三生。
速水 晶良（Akira Hayami，聲優：——）
登場作品：.hack//Another Birth 另一個誕生
PC名：黑玫瑰（R:1）
居住於神奈川縣横濱市旭區，就讀縣立朝陽高校的高1生，網球部所屬。
速水 文和（Fumikazu Hayami，聲優：——）
登場作品：.hack//Another Birth 另一個誕生
PC名：小和（R:1）
晶良的弟弟。未歸還者之一。
翔子（Shouko，聲優：——）
登場作品：.hack//Another Birth 另一個誕生
PC名：Syua（咒紋使）（R:1）
速水 晶良的同學。與祜士為戀人。
祜士（Yuuji，聲優：——）
登場作品：.hack//Another Birth 另一個誕生
PC名：マック（雙劍士）（R:1）
速水 晶良的同學。與翔子為戀人。
莊司 杏（An Shoji，聲優：齋賀觀月）
登場作品：.hack//SIGN、.hack//ZERO
PC名：司（R:1）
御園 真理子（Mariko Misono，聲優：名塚佳織）
登場作品：.hack//SIGN、.hack//ZERO
PC名：昴（R:1）
仁村 潤香（Junka Nimura，聲優：——）
登場作品：.hack//ZERO
PC名：嘉爾（R:1）
三崎 亮（Ryou Misaki，聲優：家中宏（楚良）、櫻井孝宏（ハセヲ）） 
登場作品：.hack//SIGN、.hack//ZERO、.hack//Roots、.hack//CELL、.hack//G.U.、.hack//Link
PC名：楚良（R:1）；長谷雄（R:2）
居住在東京都，2000年出生（R:1時小四，R:2時17歲高中生）
大黒 夏芽（Natsume Oguro，聲優：坂本真綾）
登場作品：.hack、.hack//G.U.
PC名：夏芽（R:1）；夏芽（R:2）
松山 洋（Hiroshi Matsuyama，聲優：小野坂昌也）
登場作品：.hack、.hack//G.U.
PC名：小洋洋、小洋洋2（R:1）；小洋洋3（R:2）
居住在東京都，1978年出生。
水原 遙（Haruka Mizuhara，聲優：——） 
登場作品：.hack//AI buster、.hack//黄昏的腕輪傳說
PC名：北斗、W・B葉慈（R:1）
職業是譯者的女性，年齡約35歲左右。
黒川 真由美（Mayumi Kurokawa，聲優：榎本温子） 
登場作品：.hack、.hack//黄昏的腕輪傳說
PC名：蜜絲托萊爾（R:1）
居住在埼玉縣埼玉市的大宮區附近。初登場時為20歲前後的女性，已婚，丈夫是保安。
於2010年的黄昏事件時曾離隊為生產作準備，其後誕下女兒深鈴。
黒川 深鈴（Mirei Kurokawa，聲優：松岡由貴）
登場作品：.hack//黄昏的腕輪傳說
PC名：米蕾優（R:1）
黒川 真由美的女兒，2010年出生（登場時4歲）。IQ200的天才兒童。
國崎 秀悟（Shugo Kunisaki，聲優：皆川純子）
登場作品：.hack//黄昏昏的腕輪傳說
PC名：修格（R:1）
國崎 玲奈（Rena Kunisaki，聲優：中原麻衣）
登場作品：.hack//黄昏昏的腕輪傳說
PC名：布麗姬、蕾娜（R:1）
犬童 雅人（Masato Indou，聲優：東地宏樹）
登場作品：.hack//Roots、.hack//G.U.
PC名：歐凡（R:2）
1991年出生（登場時25-26歲）。日本民間放送連盟（NAB）的調査員。犬童 愛奈之兄（小說版為父親，已與妻子離婚，女兒的撫養權為其妻子。）
七尾 志乃（Shino Nanao，聲優：名塚佳織）
登場作品：.hack//Roots、.hack//CELL、.hack//G.U.
PC名：志乃（R:2）
居住在埼玉縣，1997年出生（登場時20歲），大學生。
火野 拓海（Takumi Hino，聲優：山崎たくみ）
登場作品：.hack、,hack//黄昏の腕輪伝説、.hack//Roots、.hack//G.U.
PC名：威玆曼（R:1）；直毘、八咫、楢（R:2）
静岡縣熱海市出身，2000年出生（R:1時10歲，R:2時17歲）。
日下 千草（Chigusa Kusaka，聲優：川澄綾子）
登場作品：.hack//G.U.
PC名：愛德莉（R:2）
中西 伊織（Iori Nakanishi，聲優：豊口めぐみ）
登場作品：.hack//G.U.
PC名：朔望（R:2）
一之瀬 薰（Kaoru Ichinose，聲優：斎賀みつき）
登場作品：.hack、.hack//G.U.
PC名：艾爾克（R:1）；恩杜藍斯（R:2）
居住在神奈川縣，1997年出生（R:1時13歲，R:2時20歲）。
犬童 愛奈（Aina Indou，聲優：——）
登場作品：.hack//G.U.
PC名：愛奈（R:2）
倉本 智香（Chika Kuramoto，聲優：浅野真澄）
登場作品：.hack//Alcor、.hack//G.U.
PC名：揺光（R:2）
湯淺（聲優：桑島法子）
登場作品：.hack//Alcor、.hack//G.U.
PC名：七星、槐（R:2）
鵜池 トオル（Toru Uike，聲優：——）（可譯鵜池 徹或鵜池 透）
登場作品：.hack//G.U.
川口 修（Osamu Kawaguchi，聲優：青山桐子）
登場作品：.hack//G.U.Online Jack
九龍 時雄（Tokio Kuryuu，聲優：三瓶由布子） 
登場作品：.hack//Link
相田 亞澄（聲優：花澤香菜）
登場作品：.hack//Quantum
PC名：咲夜（R:X）
生田 衣織（聲優：澤城美雪）
登場作品：.hack//Quantum
PC名：托拜西（R:X）
江藤 衿（聲優：藤村歩）
登場作品：.hack//Quantum
PC名：瑪麗（R:X）

### 其他
牧野 雅彌（Masaya Makino，聲優：保志総一朗）
登場作品：.hack//Liminality
舞就讀的高校的遊戲研究會部長。父親是大病院的院長
佐藤 一郎（Ichiro Sato，聲優：関俊彦）
登場作品：.hack//Liminality
浅羽（Kaoru Asaba，聲優：冬馬由美）
登場作品：.hack//Liminality
因工作到橫濱出差的OL，與美紀一同遇上停電事件。相原美穂的朋友。
相原 美穂（Miho Aihara，聲優：篠原惠美）
登場作品：.hack//Liminality
相原美紀的嫂嫂。
速水 幸太（Kouta Hayami，聲優：——）
登場作品：.hack//Another Birth 另一個誕生
速水晶良、文和的弟弟。5歲的幼稚園生。
速水的母親（Mother of Hayami sibling，聲優：——）
登場作品：.hack//Another Birth 另一個誕生
速水家三姊弟的母親。家庭主婦。
速水 壽史（Hisashi Hayami，聲優：——）
登場作品：.hack//Another Birth 另一個誕生
速水家三姊弟的父親。職業是體育老師。
小花（Hana，聲優：——）
登場作品：.hack//Another Birth 另一個誕生
速水文和的寵物，是隻土撥鼠。
濱岡 理沙（Risa Hamaoka，聲優：——）
登場作品：.hack//Another Birth 另一個誕生
速水晶良的朋友，高一，同屬網球部。
及川 美穂（Miho Oikawa，聲優：——）
登場作品：.hack//Another Birth 另一個誕生
速水晶良的朋友，高一。
小浦學姊（Koura，聲優：——）
登場作品：.hack//Another Birth 另一個誕生
速水晶良的學姊，網球部部長。
淺岡學姊（Yuuko Asaoka，聲優：——）
登場作品：.hack//Another Birth 另一個誕生
速水晶良的學姊，網球部經理人。曾幫助晶良研究黄昏的碑文。
萩谷學長（Hagiya，聲優：——）
登場作品：.hack//Another Birth 另一個誕生
速水晶良的學長，輕音樂部。喜歡晶良，曾幫助晶良研究黄昏的碑文。
名取學姊（Natori，聲優：——）
登場作品：.hack//Another Birth 另一個誕生
速水晶良的學姊，同屬網球部。妒忌晶良身為一年級生就能成為正選，其後和解。
仁村 恭子（Kyoko  Nimura，聲優：——）
登場作品：.hack//ZERO
仁村 多喜江（Takie Nimura，聲優：——）
登場作品：.hack//ZERO
薩爾瓦多 愛原（Salvador Aihara，聲優：江原正士）
登場作品：.hack//G.U.Online Jack
田島 滿（Michiru Tajima，聲優：榎本温子）
登場作品：.hack//G.U.Online Jack
菅井 太一郎（Taichiro Sugai，聲優：西村知道）
登場作品：.hack//G.U.Online Jack
天城 彩花（Saika Amagi，聲優：小清水亞美）
登場作品：.hack//Link

## 八相
第一相『死之恐怖』史凱斯（the 1st Phase『The Terror of Death』Skeith）
第二相『惑亂的海市蜃樓』伊尼斯（The 2nd Phase『The Mirage of Deceit』Innis）
第三相『增殖』梅格司（The 3rd Phase『The Propagation』Magus）
第四相『命運的預言者』費德赫爾（The 4th Phase『The Prophet』Fidchell）
第五相『謀略家』歌雷（The 5th Phase『The Machinator』 Gorre）
第六相『誘惑的戀人』瑪哈（The 6th Phase『The Temptress』Macha）
第七相『復仇者』達爾渥斯（The 7th Phase『The Avenger』 Tarvos）
第八相『再誕』寇爾貝尼克（The 8th Phase『The Rebirth』 Corbenik）

## 外部連結
- .hack家ゲー攻略板情報保存庫 （页面存档备份，存于） - 內含人物辭典、年表、攻略等